# 1 − 2 + 3 − 4 + ···
1 − 2 + 3 − 4 + ··· je neskončna vrsta, katere členi so zaporedna cela števila z alternirajočimi predznaki. Z znakom za vsoto se lahko vsoto prvih {\displaystyle m} členov vrste zapiše kot:
{\displaystyle \sum _{n=1}^{m}n(-1)^{n-1}\!\,.}
Vrsta je divergentna, kar pomeni, da zaporedje delnih vsot (1, −1, 2, −2, ···) ne konvergira proti končni limiti. Prav tako 1 − 2 + 3 − 4 + ··· nima vsote.
Kljub temu je Euler sredi 18. stoletja zapisal enačbo (za katero je priznal, da je paradoksalna):
{\displaystyle 1-2+3-4+\cdots ={\frac {1}{4}}\!\,.}
Strog matematični dokaz za to trditev se je pojavil šele veliko kasneje. Okoli leta 1890 so Cesàro, Borel in drugi začeli raziskovati metode za določitev vsot divergentnim vrstam. Več teh metod zlahka pripiše vrsti 1 − 2 + 3 − 4 + ··· »vsoto« 1⁄4. Cesàrova vsota je ena redkih metod, ki vrste 1 − 2 + 3 − 4 + ··· ne sešteje, zato je vrsta zgled, kjer je treba uporabiti močnejšo metodo, Abelovo vsoto.
Vrsta 1 − 2 + 3 − 4 + ··· je sorodna Grandijevi vrsti 1 − 1 + 1 − 1 + ···. Euler ju je obavnaval kot posebna primera vrste 1 − 2n + 3n − 4n + ··· za poljuben n. Raziskave so s časom pripeljale do funkcij, ki sta danes poznani kot Riemannova funkcija ζ(·) in Dirichletova funkcija η(·).

## Divergenca
Členi vrste (1, −2, 3, −4, ···) se ne približujejo 0, zato 1 − 2 + 3 − 4 + ··· divergira po kriteriju s členi. Za kasnejšo analizo bo koristno videti divergenco na osnovnem nivoju. Po definiciji je divergenca ali konvergenca neskončne vrste podana kot divergenca ali konvergenca zaporedja delnih vsot. Delne vsote vrste 1 − 2 + 3 − 4 + ··· so:
1 = 1,
1 − 2 = −1,
1 − 2 + 3 = 2,
1 − 2 + 3 − 4 = −2,
1 − 2 + 3 − 4 + 5 = 3,
1 − 2 + 3 − 4 + 5 − 6 = −3,
···
Zanimivo je opaziti, da zaporedje zavzame vsako celo število natanko enkrat (tudi ničlo, če se jo šteje kot ničto delno vsoto) in tako pokaže, da je množica celih števil {\displaystyle \mathbb {Z} } števna. Očitno se ne ustali pri nobenem specifičnem številu, zato vrsta 1 − 2 + 3 − 4 + ··· divergira.

## Hevristični pristop k seštevanju
Najenostavnejši pristop za povezavo vrste 1 − 2 + 3 − 4 + ··· z vrednostjo 1⁄4 je uporaba ugotovitev, ki se jih dobi pri analizi vrste 1 − 1 + 1 − 1 + ···.

### Stabilnost in linearnost
Ker členi 1, −2, 3, −4, 5, −6, ··· sledijo enostavnemu vzorcu, se lahko vrsto 1 − 2 + 3 − 4 + ··· izrazi samo s sabo in iz enačbe dobi numerično vrednost. naj se za trenutek predpostavi, da se da vsoto zapisati kot s = 1 − 2 + 3 − 4 + ··· za neko število s. Pokazati se želi, da je s = 1⁄4:
| s | = 1 − 2 + 3 − 4 + ···                             |
|   | = (1 − 1 + 1 − 1 + ··· ) + (0 − 1 + 2 − 3 + ··· ) |
|   | = h − s,                                          |
kjer je h »vsota« vrste
| h | = 1 − 1 + 1 − 1 + ···    |
|   | = 1 − (1 − 1 + 1 − ··· ) |
|   | = 1 − h.                 |
Če se reši enačbi h = 1 − h in s = h − s, se dobi h = 1⁄2 in s = (1⁄2)h = 1⁄4. Enako se lahko enačbe preuredi tako, da dajo (s + s) + (s + s) = h + h = 1, iz česar spet sledi s = 1⁄4; ta oblika je upodobljena na sliki.
Čeprav vrsta 1 − 2 + 3 − 4 + ··· nima klasične vsote, se lahko enačbi s = 1 − 2 + 3 − 4 + ··· = 1⁄4 da drug pomen. Posplošena definicija »vsote« divergentnih vrst se imenuje sumacijska ali seštevalna metoda. Obstaja več različnih metod, od katerih jih je nekaj omenjeno spodaj. Dejansko je dokazano naslednje: Za poljubno sumacijsko metodo, ki je linearna in stabilna, če da vsoto 1 − 1 + 1 − 1 + ··· in 1 − 2 + 3 − 4 + ···, potem morata biti vsoti 1⁄2 in 1⁄4.
Zgornji pristop omeji možne vrednosti za posplošene vsote 1 − 2 + 3 − 4 + ···, vendar ne razkrije katera metoda bo ali ne bo seštela vsote na prvem mestu. Dejansko nekatere linearne in stabilne sumacijske metode, kot je navadno seštevanje, ne dajo vsote 1 − 2 + 3 − 4 + ···. Drugačni pogled na vsoto pomaga določiti katera metoda da 1⁄4: izraženo kot produkt.

### Cauchyjev produkt
Leta 1891 je Cesàro izrazil upanje, da se da divergentne vrste matematično obravnati. Rekel je: »Že zdaj zapišemo (1 − 1 + 1 − 1 + ···)2 = 1 − 2 + 3 − 4 + ··· in rečemo, da sta obe strani enaki 1/4.« Za Cesàra je bila ta enačba uporaba izreka, ki ga je objavil leto prej, in se ga lahko ima za prvi izrek iz zgodovine obravnavanja divergentnih vsot. Podrobnosti so v razdelku spodaj. Glavna zamisel je, da je 1 − 2 + 3 − 4 + ··· Cauchyjev produkt vrste 1 − 1 + 1 − 1 + ··· z 1 − 1 + 1 − 1 + ···.

Cauchyjev produkt dveh neskončnih vrst je definiran tudi, ko sta obe divergentni. Če je Σan = Σbn = Σ(−1)n, so členi produkta podani s končnimi diagonalnimi vsotami.
{\displaystyle {\begin{array}{rcl}c_{n}&=&\displaystyle \sum _{k=0}^{n}a_{k}b_{n-k}=\sum _{k=0}^{n}(-1)^{k}(-1)^{n-k}\\[1em]&=&\displaystyle \sum _{k=0}^{n}(-1)^{n}=(-1)^{n}(n+1).\end{array}}}
Produkt vrste je potem:
{\displaystyle \sum _{n=0}^{\infty }(-1)^{n}(n+1)=1-2+3-4+\cdots .}
Veliko sumacijskih metod upošteva Cauchyjev produkt na tak ali drugačen način. Za metode, kjer ima 1 − 1 + 1 − 1 + ··· posplošeno vsoto 1⁄2, je ustrezna posplošena vsota 1 − 2 + 3 − 4 + ··· enaka (1⁄2)2 = 1⁄4. Cesàrov izrek je primer tega, ker se 1 − 1 + 1 − 1 + ··· (C, 1) sešteje v 1⁄2, se 1 − 2 + 3 − 4 + ··· (C, 3) v 1⁄4. V resnici je to še nekoliko boljše, 1 − 2 + 3 − 4 + ··· se sešteje tudi (C, 2) čeprav se ne sešteje po (C, 1).

## Posamezne metode

### Cesàro in Hölder
Da se dobi (C, 1) Cesàrovo vsoto vrste 1 − 2 + 3 − 4 + ···, če ta obstaja, je treba računati aritmetične sredine delnih vsot. Delne vsote so:
1, −1, 2, −2, 3, −3, ···,
aritmetične sredine pa:
1, 0, 2⁄3, 0, 3⁄5, 0, 4⁄7, ···.
Ker ta vrsta ne konvergira, vrsta 1 − 2 + 3 − 4 + ··· nima Cesàrove vsote.
Za Cesàrove vsote sta dve posplošitvi: pojmovno precej preprostejše od teh so metode zaporedja (H, n) za naravna števila n. (H, 1) vsota je Cesàrova in višje metode ponavljajo računanje delnih vsot. Zgoraj delne vsote konvergirajo k 1⁄2, medtem ko so lihe delne vsote vse enake 0, tako da delne vsote delnih vsot konvergirajo srednji vrednosti med 0 in 1⁄2, namreč 1⁄4. Tako je 1 − 2 + 3 − 4 + ··· (H, 2) seštevna k 1⁄4.
Oznaka »H« se nanaša na Hölderja, ki je leta 1882 prvi dokazal to kar imajo sedaj matematiki za povezavo med Abelovo vsoto in (H, n) vsoto; 1 − 2 + 3 − 4 + ··· je bila njegov prvi primer. Dejstvo, da je 1⁄4 (H, 2) vsota od 1 − 2 + 3 − 4 + ···, zagotavlja da je tudi Abelova vsota - kar bo pokazano neposredno spodaj.
Druga splošna formulirana posplošitev Cesàrove vsote so metode z zaporedjem (C, n). Pokazali so, da vsote (C, n) in (H, n) vedno dajo enake rezultate, vendar imajo različno zgodovinsko ozadje. Leta 1887 je Cesàro prišel blizu definicije vsote (C, n), vendar je podal le nekaj primerov. Še posebej je seštel 1 − 2 + 3 − 4 + ···, v 1⁄4 z metodo, ki se jo lahko vidi kot (C, n), vendar kot takšna tedaj ni bila upravičena. Formalno je definiral metode (C, n) leta 1890, da bi podal svoj izrek, da je Cauchyjev produkt vsot (C, n) in (C, m), ki se dajo sešteti, enak vsoti, (C, m + n + 1), ki se da tudi sešteti.

### Abelova vsota
V spisu iz leta 1749 je Euler priznal, da je vrsta divergentna, vendar se je vseeno odločil, da jo bo poskusil sešteti:
…ko rečemo, da je vsota vrste 1−2+3−4+5−6 itd. 1/4, se to zdi paradoksalno. Ker, če seštejemo prvih 100 členov vrste, dobimo –50, ko prištejemo naslednji člen, 101, dobimo +51. To je precej različno od 1/4 in se še povečuje z dodajanjem členov. Vendar pa sem že zadnjič opazil, da je treba pojmu vsota dati razširjen pomen...
Euler je večkrat predlagal razširjen pomen pojmu vsota. V primeru vrste 1 − 2 + 3 − 4 + ··· so bile njegove zamisli podobne temu, kar se danes imenuje Abelova vsota:
…ni nič bolj dvomljivo da je vsota te vrste 1−2+3−4+5 + itd. enaka 1/4; ker izhaja iz razvoja enačbe 1⁄(1+1)2, katere vrednost je neizpodbitno enaka 1/4. Zamisel postane jasnejša, če vzamemo splošno vrsto 1 − 2x + 3x2 − 4x3 + 5x4 − 6x5 + &c., ki izhaja iz razvoja izraza 1⁄(1+x)2, katere vsota je za x = 1 res enaka.
To se lahko vidi na več načinov. Euler ima prav vsaj za absolutne vrednosti |x| < 1, ker je:
{\displaystyle 1-2x+3x^{2}-4x^{3}+\cdots ={\frac {1}{(1+x)^{2}}}\!\,.}
Lahko se tvori Taylorjevo vrsto desne strani ali pa se uporabi formalni proces dolgega deljenja za polinome. Če se začne na levi strani, se lahko sledi splošni hevristični poti in se poskusi dvakrat množiti z (1+x) ali pa se kvadrira geometrično vrsto 1 − x + x2 − ···. Euler je kot izgleda predlagal odvod zadnje vrste členoma.
V sodobnejšem pogledu vrsta 1 − 2x + 3x2 − 4x3 + ··· ne definira funkcije v x = 1,, tako da se vrednosti ne da preprosto zamenjati v nastali izraz. Ker je funkcija definirana za vse |x| < 1,, se lahko izračuna limito, ko se x približuje 1, in to je definicija Abelove vsote:
{\displaystyle \lim _{x\rightarrow 1^{-}}\sum _{n=1}^{\infty }n(-x)^{n-1}=\lim _{x\rightarrow 1^{-}}{\frac {1}{(1+x)^{2}}}={\frac {1}{4}}\!\,.}

### Euler in Borel
Euler je na vsoti uporabi drug postopek, Eulerjevo transformacijo, ki jo je sam iznašel. Za izračun Eulerjeve transformacije se začne z zaporedjem pozitivnih členov, ki tvori alternirajočo vrsto, v tem primeru 1, 2, 3, 4, ···. Prvi člen zaporedja je označen z a0.
Nato se potrebuje zaporedje napredujoče razlike med 1, 2, 3, 4, ···; kar je 1, 1, 1, 1, ···. Prvi člen tega zaporedja je označen z Δa0. Eulerjeva transformacija je odvisna od razlik in iteracij višjega reda, vendar so vse napredujoče razlike med 1, 1, 1, 1, ··· enake 0. Eulerjeva transformacija 1 − 2 + 3 − 4 + ··· se potem določi kot: 
{\displaystyle {\frac {1}{2}}a_{0}-{\frac {1}{4}}\Delta a_{0}+{\frac {1}{8}}\Delta ^{2}a_{0}-\cdots ={\frac {1}{2}}-{\frac {1}{4}}\!\,.}
V sodobni terminologiji se reče, da ima 1 − 2 + 3 − 4 + ··· Eulerjevo vsoto enako 1⁄4.
Eulerjeva sumabilnost pomeni tudi drugo vrsto sumabilnosti. Če se zapiše 1 − 2 + 3 − 4 + ··· kot:
{\displaystyle \sum _{k=0}^{\infty }a_{k}=\sum _{k=0}^{\infty }(-1)^{k}(k+1)\!\,,}
se dobi sorodno vrsto, ki je povsod konvergentna:
{\displaystyle a(x)=\sum _{k=0}^{\infty }{\frac {(-1)^{k}(k+1)x^{k}}{k!}}=e^{-x}(1-x)\!\,.}
Borelova vsota 1 − 2 + 3 − 4 + ··· je zato:
{\displaystyle \int _{0}^{\infty }e^{-x}a(x)\,\mathrm {d} x=\int _{0}^{\infty }e^{-2x}(1-x)\,\mathrm {d} x={\frac {1}{2}}-{\frac {1}{4}}\!\,.}

### Ločitev skal
Saichev in Woyczyński sta dobila 1 − 2 + 3 − 4 + ··· = 1⁄4 le z uporabo dveh fizikalnih načel: infinitezimalne relaksacije in ločitve skal. Ti načeli sta ju vodili do opredelitve široke družine »φ-sumacijskih metod«, ki vse dajo vsoto 1⁄4:
- če je φ(x) funkcija, katere prvi in drugi odvod sta zvezna in integrabilna v (0, ∞), tako da je φ(0) = 1, in da sta limiti φ(x) in xφ(x) v +∞ obe enaki 0, potem velja:[15]

{\displaystyle \lim _{\delta \downarrow 0}\sum _{m=0}^{\infty }(-1)^{m}(m+1)\varphi (\delta m)={\frac {1}{4}}\!\,.}
Ta rezultat posploši Abelovo vsoto, ki se jo preobleče z φ(x) = exp(−x). Splošno izjavo se lahko dokaže z združevanjem v pare po členih v vsoti čez m in se spremeni izraz v Riemannov integral. Za zadnji korak se v odgovarjajočem dokazu za 1 − 1 + 1 − 1 + ··· pojavi izrek o povprečni vrednosti, vendar je potrebna močnejša Lagrangeeva oblika Taylorjevega izreka.

## Posplošitev
Trikratni Cauchyjev produkt vrste 1 − 1 + 1 − 1 + ··· je 1 − 3 + 6 − 10 + ···, izmenično zaporedje trikotniških števil z Abelovo in Eulerjevo vsoto 1⁄8.. Štirikratni Cauchyjev produkt je 1 − 4 + 10 − 20 + ···, izmenično zaporedje kvadratnih števil z Abelovo vsoto 1⁄16.
Nekoliko drugačna možnost posplošitve vrste 1 − 2 + 3 − 4 + ··· je vrsta 1 − 2n + 3n − 4n + ··· za različne vrednosti n. Za pozitivne n imajo te vrste naslednje Abelove vsote:
{\displaystyle 1-2^{n}+3^{n}-\cdots ={\frac {2^{n+1}-1}{n+1}}B_{n+1}\!\,,}
kjer so Bn Bernoullijeva števila. Za lihe n se to reducira na
{\displaystyle 1-2^{2k}+3^{2k}-\cdots =0\!\,.}
Ta zadnja vsota je leta 1826 postala tarča Abelovega posmeha:
»Divergentne vrste so na splošno hudičevo delo in grozno je, da si kdo upa poiskati kakršenkoli dokaz v zvezi z njimi. Če jih uporabljamo, lahko dobimo iz njih karkoli in povzročile so toliko nesreče in paradoksov. Si lahko kdo predstavlja kaj bolj žaljivega od trditve, da je
0 = 1 − 2n + 3n − 4n + itd.
kjer je n pozitivno število. Prijatelji, smejte se.«
Cesàrov učitelj, Catalan, je prav tako preziral divergentne vrste. Pod Catalanovim vplivom je Cesàro na začetku »običajne enačbe« za 1 − 2n + 3n − 4n + ··· poimenoval kot »absurdne enakosti« in leta 1883 je povzel tipično mnenje tistega časa, namreč, da so enačbe napačne, vendar vseeno nekako formalno uporabne. Končno pa je leta 1890 v delu Sur la multiplication des séries privzel sodobni pristop, ki se začne z definicijami.
Vrsta se raziskuje tudi za nenegativne vrednosti n, ki dajo Dirichletovo funkcijo η. Del Eulerjevega zanimanja za raziskovanje vrste, povezane z 1 − 2 + 3 − 4 + ···, je bila funkcijska enačba funkcije η, ki neposredno vodi do funkcijske enačbe Riemannove funkcije ζ. Euler je že postal znan po iskanju vrednosti te funkcije za pozitivna soda cela števila (vključno z Baselskim problemom), in je poskušal najti tudi vrednosti za pozitivna liha cela števila (npr. Apéryjeva konstanta), problem, ki se izmika še danes. Posebej je funkcijo η lažje obravnavati z Eulerjevo metodo, ker ima njena Dirichletova vrsta povsod Abelovo vsoto; Dirichletovo vrsto funkcije ζ pa je težje seštevati kjer divergira. Protiprimer 1 − 2 + 3 − 4 + ··· v funkciji ζ je nealternirajoča vrsta 1 + 2 + 3 + 4 + ···, ki se uporablja v sodobni fiziki, vendar za vsoto zahteva močnejše metode.